# Todor Jandrić
Todor Jandrić (serbisch-kyrillisch Тодор Јандрић; * 2. Juni 1998 in Novi Sad, BR Jugoslawien) ist ein serbischer Handballspieler.

## Karriere

### Verein
Der zwei Meter große Torwart lernte das Handballspielen beim serbischen Verein RK Vojvodina, mit dem er 2016, 2017 und 2018 die serbische Meisterschaft gewann. Ab 2018 lief er für Metaloplastika Šabac auf. In der Saison 2020/21 stand er beim kroatischen Rekordmeister RK Zagreb unter Vertrag, mit dem er Meisterschaft und Pokal gewann. Seit 2021 spielt Jandrić für den französischen Erstligisten US Créteil HB.

### Nationalmannschaft
Bei den Mittelmeerspielen 2022 gewann Jandrić mit der serbischen A-Nationalmannschaft die Bronzemedaille. Bisher bestritt er mindestens sechs Länderspiele.